# Scoparia staudingeralis
Scoparia staudingeralis là một loài bướm đêm trong họ Crambidae.